# Cristóbal Colón, Ocosingo
Cristóbal Colón är en ort i Mexiko.   Den ligger i kommunen Ocosingo och delstaten Chiapas, i den sydöstra delen av landet, 800 km öster om huvudstaden Mexico City. Cristóbal Colón ligger 318 meter över havet och antalet invånare är 1 623.
Terrängen runt Cristóbal Colón är kuperad åt sydost, men åt nordväst är den platt. Runt Cristóbal Colón är det ganska glesbefolkat, med 23 invånare per kvadratkilometer. Cristóbal Colón är det största samhället i trakten. I omgivningarna runt Cristóbal Colón växer i huvudsak städsegrön lövskog.